# Museu Sàkharov
El Museu Sàkharov fou un museu i centre cultural de Moscou inaugurat el 21 de maig de 1996 per preservar el llegat d'Andrei Sàkharov. Pretenia preservar la memòria històrica de les víctimes de la repressió i els crims del règim soviètic i contribuir a establir els valors d'una societat i un estat obertament democràtic a la Rússia actual. L'agost de 2023 va ser tancat per ordre del Tribunal de la Ciutat de Moscou.

## Descripció
Aquest museu i centre públic comptava amb un arxiu i una exposició permanent que mostrava la mitologia i la ideologia de l'URSS, la política de repressió del règim soviètic, la vida als gulags, el moviment dissident i la vida d'Andrei Sàkharov. A més, al llarg de l'any s'organitzaven exposicions temporals, es van editar diverses publicacions i es programà una agenda mensual d'activitats dedicades als temes bàsics d'aquesta institució: la memòria històrica i els valors democràtics.

## Història
La dictadura comunista i, molt especialment, l'arribada al poder d'Stalin (1929-53) a la Unió Soviètica es caracteritzen per la repressió de qualsevol moviment dissident diferent a la dictadura del partit únic. Una repressió que es va cobrar milions de víctimes i que va comptar amb tot un sistema de gulags (camps de treballs forçats) on eren enviades totes les persones considerades perilloses per l'Estat. Va ser durant l'època de la Gran Purga (1937-1938) que els gulags van tenir el major nombre de presoners de tota l'època soviètica. Però, tot i el fort sistema repressiu del govern, l'oposició al règim va continuar lluitant contra les injustícies del sistema. El científic i premi Nobel de la Pau Andrei Sàkharov va ser un dels dissidents més coneguts internacionalment. Sàkharov va dedicar bona part de la seva vida, juntament amb la seva dona, Ielena Bónner, a denunciar les atrocitats comeses pel règim soviètic i a lluitar pels drets humans i els valors democràtics.